# Stephan Van der Heyden
Stephan Van der Heyden, född 3 juli 1969, är en belgisk före detta professionell fotbollsspelare som spelade som vänstermittfältare för fotbollsklubbarna Beveren, Club Brugge, Roda, Lille, Germinal Beerschot, South Melbourne Lakers och Cappellen mellan 1987 och 2002. Han vann två ligamästerskap och två belgiska cuper med Club Brugge och en KNVB Cup med Roda. Van der Heyden spelade också fyra landslagsmatcher för det belgiska fotbollslandslaget mellan 1991 och 1994.
Efter den aktiva spelarkarriären har han varit assisterande tränare för Beveren, Lokeren och Club Brugge.